# Novîi Step, Veselînove
Novîi Step (în ucraineană Новий Степ) este un sat în comuna Stavkî din raionul Veselînove, regiunea Mîkolaiiv, Ucraina.

## Demografie
Componența lingvistică a localității Novîi Step
     Ucraineană (83,87%)
     Rusă (16,13%)
Conform recensământului din 2001, majoritatea populației localității Novîi Step era vorbitoare de ucraineană (83,87%), existând în minoritate și vorbitori de rusă (16,13%).